# Capital Steez
Courtney Everald "Jamal" Dewar Jr., född 7 juli 1993, död 24 december 2012, mer känd under sitt artistnamn Capital Steez (stiliserat som Capital STEEZ), var en amerikansk rappare och låtskrivare från Brooklyn, New York. Han grundade rapkollektivet Pro Era tillsammans med barndomsvännen Joey Bada$$.